# Sant Crist dels Banys d'Arles
El Sant Crist dels Banys d'Arles és la capella funerària del cementiri del poble dels Banys d'Arles, del terme comunal dels Banys d'Arles i Palaldà, a la comarca del Vallespir (Catalunya del Nord).
Està situada en el cementiri del poble, al costat sud-oest de l'església parroquial de Sant Quintí dels Banys d'Arles.